# 陳儉
陳儉（15世紀—16世紀），字用節，號若陶，福建福州府連江縣西舖人，明朝政治人物。

## 生平
陳儉是弘治二年（1489年）己酉科福建鄉試舉人，授荔浦知縣，當地瑤族人為患，他設法駕馭令對方馴服，後因剛直不容於官場辭官回鄉，仰慕陶淵明吟詠松菊以自娛。

## 引用
1. 1 2  民國《連江縣志·卷二十三·列傳》：陳儉，字用節，縣西舖人，宏治二年鄉薦，授廣西荔浦縣，屬多猺蠻為梗，儉設法節馭始馴服，以鯁直不容乞歸，慕陶元亮吟詠松菊以自娛，因自號曰若陶。 移綴節概